# Heathcote-Graytown-Nationalpark

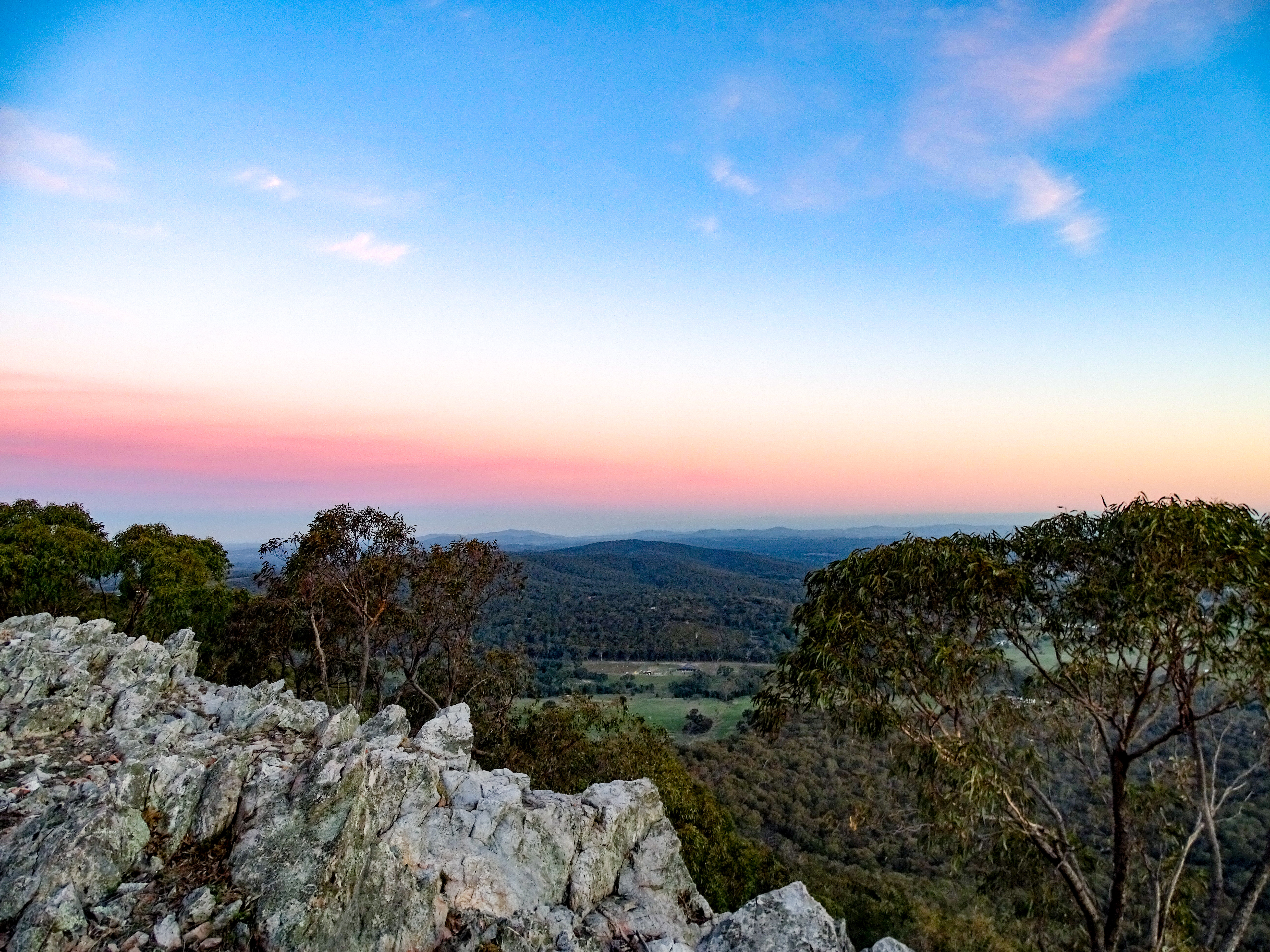
Heathcote-Graytown-Nationalpark

Der Heathcote-Greytown-Nationalpark (engl. Heathcote Greytown National Park) ist ein Nationalpark im australischen Bundesstaat Victoria, der etwa 110 km nördlich von Melbourne liegt. 
Der Park wurde 1992 unter Schutz gestellt und hat eine Fläche von 12.833 ha.

## Allgemeines
Der Park umfasst den südlichen Teil des Rushworth-Heathcote State Forest und schließt einen bedeutenden Teil des ökologisch und kulturell bedeutenden größten verbliebenen Box-Ironbark-Waldes ein. Charakteristische Baumarten sind die Eukalyptusarten Red Ironbark, Grey Box und Yellow Box.

## Natur
Im Park wurden bisher 17 gefährdete Arten, wie zum Beispiel die Orchideenart Caladenia concolor, die Glycinenart Glycine latrobeana, der Mittlere Gleithörnchenbeutler, der Riesenkauz (Ninox strenua), der Schwalbensittich und die Schlangenart Bandy-Bandy (Vermicella annulat) nachgewiesen.
Außerdem lassen sich Sumpfwallabys, die Gelbfuß-Beutelmäuse, Bartagamen, Geckos und Kurzkopfgleitbeutler beobachten.